# Bardomuseum (Tunesië)

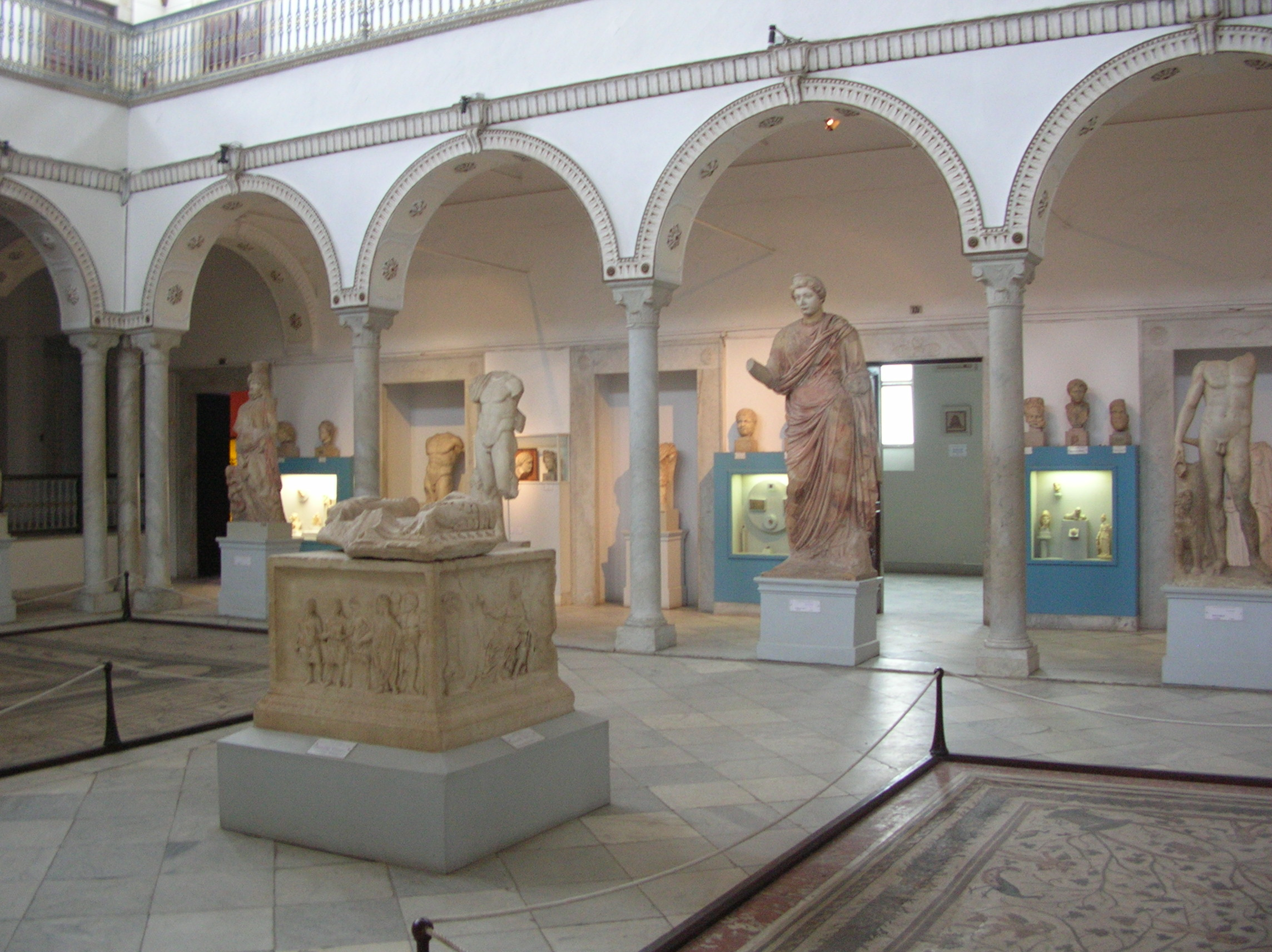
De Carthagozaal van het museum

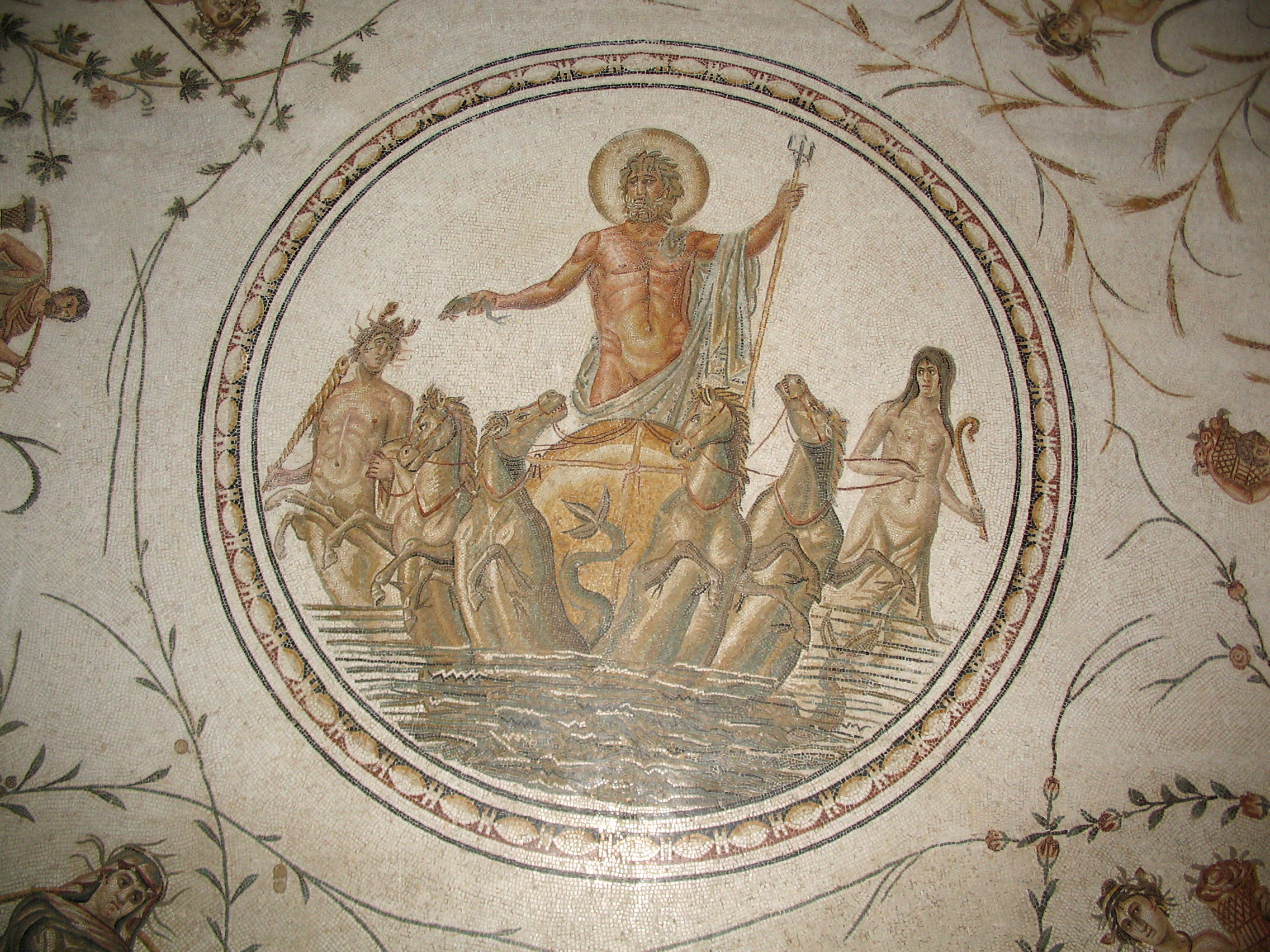
Triomf van Neptunus

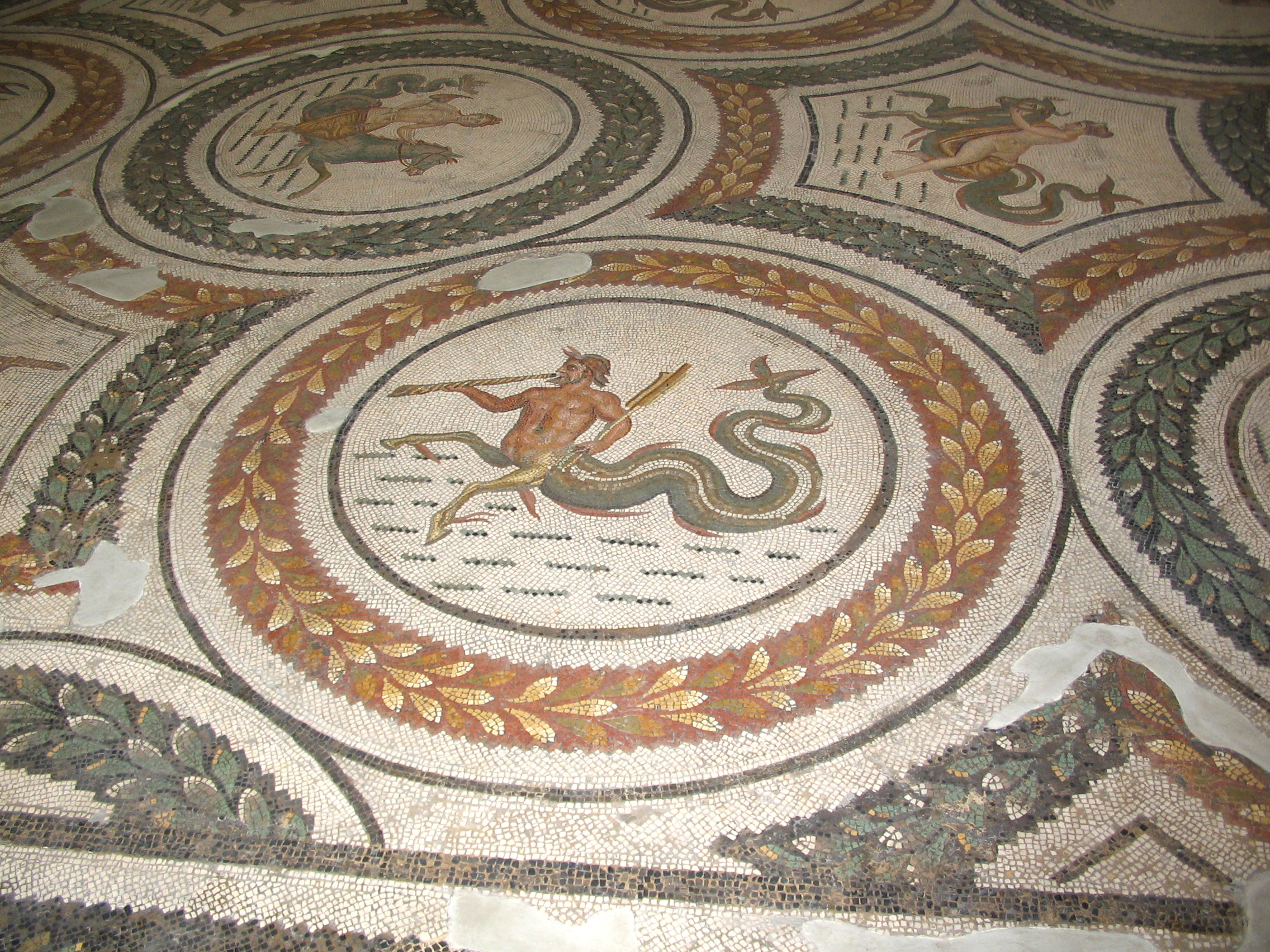
Triton

Het Bardomuseum (Arabisch: المتحف الوطني بباردو; Frans: Musée national du Bardo) is een archeologisch museum in Le Bardo, een voorstad van Tunis. Het werd geopend op 7 mei 1888. Het is het belangrijkste museum van Tunesië en was op het moment dat het geopend werd het eerste museum in de Arabische wereld en in Afrika.
Het museum is gevestigd in een door de Hafsiden gebouwd paleis dat later dienstdeed als residentie van Ottomaanse beis. Het belangrijkste onderdeel van de collectie wordt gevormd door Romeinse mozaïeken die afkomstig zijn uit verschillende Tunesische plaatsen zoals Carthago, El Djem en Sousse.
De verzameling Romeinse mozaïeken van het Bardomuseum behoort tot de belangrijkste in de wereld.

## Schietpartij
Op 18 maart 2015 kwamen bij het museum door een gewelddadige aanval van twee terroristen 23 mensen om het leven, onder wie 21 buitenlanders. De aanslag werd opgeëist door IS.